# مونتریال (قلعه صلیبیون)
مونتریال (به عربی: قلعة الشوبک)، نام قلعه‌ای است که صلیبیون آن را در ۵۰۹ قمری در شرق عربة در کوه‌های شراi ایجاد کردند. این قلعه مشرف بر راه بیابانی دمشق و حجاز و مصر است و به همین جهت تصرف آن برای مسلمانان و صلیبیون حائز اهمیت بود و صلاح‌الدین ایوبی در سال‌های ۱۱۷۱، ۱۱۷۲، ۱۱۸۲، ۱۱۸۳، ۱۱۸۴ م. چندین بار برای تسخیر این قلعه اقدام نمود ولی با شکست مواجه گردید و به تخریب شهرهای اطراف آن اکتفا نمود تا آنکه در سال ۱۱۸۹ م. قلعهٔ مزبور به تصرف صلاح الدین درآمد؛ و بعد از صلاح‌الدین میان جانشینان وی برای تصرف و حکمرانی بر این قلعه درگیری‌هایی رخ داد و اکنون قلعهٔ شوبک یا شوبش به صورت مخروبه‌ای باقی مانده است.